# Oceans of Time
Oceans of Time („Океани от време“) е седмият студиен албум на германския хевиметъл китарист Аксел Руди Пел, издаден през 1998 от Steamhammer Records. Това е и първият албум на Пел с вокалиста Джони Джоели и кийбордиста Ферди Доернберг, които творят с него и е последният на Пел с Йорг Майкъл.

## Списък на песните
1. Slaves of the Twilight (Intro) – 1:50
2. Pay the Price – 6:17
3. Carousel – 8:00
4. Ashes from the Oath – 9:36
5. Ride the Rainbow – 4:54
6. The Gates of the Seven Seals – 10:37
7. Oceans of Time – 7:46
8. Prelude to the Moon – 5:04
9. Living on the Wildside – 4:52
10. Holy Creatures – 6:32

## Състав
- Джони Джоели – вокал
- Аксел Руди Пел – китара
- Волкер Кравчак – бас
- Ферди Доернберг – кийборд, пиано
- Йорг Майкъл – барабани